# 第9回全日本アンサンブルコンテスト
第9回全日本アンサンブルコンテストは、1986年に行われた全日本アンサンブルコンテストの第9回大会である。

## 概要
1986年3月21日に函館市民会館で開催された。全日本吹奏楽連盟・朝日新聞社主催。文化庁・日本放送協会・北海道教育委員会・函館市教育委員会後援。

### 審査員
- 伊藤清
- 金子義人
- 佐々木茂
- 増永弘昭
- 渡部大三郎

### 備考
新潟県、長野県、宮崎県、鹿児島県が初出場。

## 代表校・代表団体
下記表では同一校から2グループが出場した場合は、「W'（ダブル）出場」と表記。

### 中学の部
| 中学の部 | 中学の部          | 中学の部                       | 中学の部                |
| 支部     | 都道府県 （地区） | 代表校                         | 出場回数                |
| -------- | ----------------- | ------------------------------ | ----------------------- |
| 北海道   | 函館地区          | 函館市立亀田中学校吹奏楽部     | 6回目2年連続            |
| 北海道   | 旭川地区          | 旭川市立永山南中学校吹奏楽部   | 初出場                  |
| 東北     | 青森県            | 八戸市立第三中学校吹奏楽部     | 2回目2年連続            |
| 東北     | 秋田県            | 鹿角市立尾去沢中学校吹奏楽部   | 初出場                  |
| 関東     | 千葉県            | 松戸市立小金南中学校吹奏楽部   | 初出場                  |
| 関東     | 山梨県            | 大月市立大月東中学校吹奏楽部   | 3回目2年連続            |
| 東京     | 東京都            | 豊島区立第十中学校吹奏楽部     | 初出場                  |
| 東京     | 東京都            | 玉川学園中学部吹奏楽部         | 初出場                  |
| 北陸     | 福井県            | 武生市立武生第三中学校吹奏楽部 | 2回目2年連続／Ｗ出場 ア |
| 東海     | 愛知県            | 春日井市立柏原中学校吹奏楽部   | 3回目3年連続            |
| 東海     | 三重県            | 四日市市立南中学校吹奏楽部     | 4回目2年ぶり            |
| 関西     | 大阪府            | 大阪市立城陽中学校吹奏楽部     | 6回目4年連続            |
| 関西     | 兵庫県            | 加古川市立中部中学校吹奏楽部   | 5回目3年連続            |
| 中国     | 山口県            | 下関市立玄洋中学校吹奏楽部     | 3回目2年連続／Ｗ出場 イ |
| 四国     | 愛媛県            | 松山市立雄新中学校吹奏楽部     | 5回目3年連続            |
| 四国     | 愛媛県            | 重信町立重信中学校吹奏楽部     | 初出場                  |
| 九州     | 宮崎県            | 三股町立三股中学校吹奏楽部     | 初出場                  |
| 九州     | 沖縄県            | 浦添市立浦添中学校吹奏楽部     | 2回目2年連続            |

### 高校の部
| 高校の部 | 高校の部          | 高校の部                             | 高校の部                       |
| 支部     | 都道府県 （地区） | 代表校                               | 出場回数                       |
| -------- | ----------------- | ------------------------------------ | ------------------------------ |
| 北海道   | 札幌地区          | 東海大学第四高等学校吹奏楽部         | 初出場                         |
| 北海道   | 北見地区          | 北海道北見柏陽高等学校吹奏楽部       | 2回目2年連続                   |
| 東北     | 青森県            | 青森県立弘前高等学校吹奏楽部         | 初出場                         |
| 東北     | 秋田県            | 秋田県立花輪高等学校吹奏楽部         | 5回目2年連続                   |
| 関東     | 茨城県            | 常総学院高等学校吹奏楽部             | 初出場                         |
| 関東     | 新潟県            | 新潟県立新潟商業高等学校吹奏楽部     | 初出場（新潟県としても初出場） |
| 東京     | 東京都            | 八王子高等学校吹奏楽部               | 初出場                         |
| 東京     | 東京都            | 早稲田大学系属早稲田実業学校吹奏楽部 | 2回目2年連続                   |
| 北陸     | 石川県            | 石川県立小松明峰高等学校吹奏楽部     | 初出場                         |
| 北陸     | 福井県            | 福井県立美方高等学校吹奏楽部         | 初出場                         |
| 東海     | 愛知県            | 愛知工業大学名電高等学校吹奏楽部     | 6回目2年ぶり                   |
| 東海     | 三重県            | 三重県立四日市南高等学校吹奏楽部     | 初出場                         |
| 関西     | 大阪府            | 大阪府立淀川工業高等学校吹奏楽部     | 3回目2年連続                   |
| 関西     | 兵庫県            | 兵庫県立明石北高等学校音楽部         | 初出場                         |
| 中国     | 岡山県            | 金光学園高等学校吹奏楽部             | 初出場                         |
| 中国     | 広島県            | 広島市立基町高等学校吹奏楽部         | 6回目2年ぶり                   |
| 四国     | 香川県            | 香川県立高松高等学校吹奏楽部         | 2回目3年ぶり                   |
| 四国     | 香川県            | 香川県立観音寺第一高等学校吹奏楽部   | 3回目2年連続                   |
| 九州     | 沖縄県            | 沖縄県立那覇高等学校吹奏楽部         | 2回目2年連続                   |
| 九州     | 沖縄県            | 沖縄県立首里高等学校吹奏楽部         | 初出場                         |

### 大学の部
| 大学の部 | 大学の部          | 大学の部                             | 大学の部                       |
| 支部     | 都道府県 （地区） | 代表団体                             | 出場回数                       |
| -------- | ----------------- | ------------------------------------ | ------------------------------ |
| 北海道   | 札幌地区          | 北海道大学吹奏楽部                   | 初出場                         |
| 東北     | 宮城県            | 宮城教育大学吹奏楽部                 | 5回目2年ぶり                   |
| 関東     | 群馬県            | 群馬大学吹奏楽団                     | 3回目2年ぶり                   |
| 東京     | 東京都            | 玉川大学吹奏楽団                     | 2回目6年ぶり                   |
| 北陸     | 石川県            | 金沢大学アカデミアブラスアンサンブル | 8回目5年連続                   |
| 東海     | 長野県            | 信州大学吹奏楽団                     | 初出場（長野県としても初出場） |
| 関西     | 大阪府            | 関西大学応援団吹奏楽部               | 2回目2年連続                   |
| 中国     | 山口県            | 山口大学ブラスコンソート             | 3回目2年連続                   |
| 四国     | 香川県            | 香川大学吹奏楽団                     | 4回目3年連続                   |
| 九州     | 福岡県            | 福岡大学応援指導部吹奏楽団           | 2回目3年ぶり                   |

### 職場の部
| 職場の部 | 職場の部          | 職場の部                       | 職場の部     |
| 支部     | 都道府県 （地区） | 代表団体                       | 出場回数     |
| -------- | ----------------- | ------------------------------ | ------------ |
| 北海道   | 釧路地区          | 太平洋炭礦吹奏楽団             | 初出場       |
| 関東     | 神奈川県          | 日本電気玉川吹奏楽団           | 8回目8年連続 |
| 東京     | 東京都            | 日本電気府中吹奏楽団           | 初出場       |
| 北陸     | 富山県            | 高木製作所ウインドアンサンブル | 初出場       |
| 東海     | 静岡県            | ヤマハ吹奏楽団浜松             | 4回目2年ぶり |
| 関西     | 大阪府            | 阪急百貨店吹奏楽団             | 4回目2年連続 |
| 中国     | 広島県            | NTT中国吹奏楽団                | 4回目3年連続 |
| 九州     | 大分県            | 新日本製鉄大分製鉄所吹奏楽部   | 5回目5年連続 |

### 一般の部
| 一般の部 | 一般の部          | 一般の部                       | 一般の部     |
| 支部     | 都道府県 （地区） | 代表団体                       | 出場回数     |
| -------- | ----------------- | ------------------------------ | ------------ |
| 北海道   | 帯広地区          | ミース・アンサンブル・グループ | 2回目3年ぶり |
| 東北     | 山形県            | 米沢吹奏楽愛好会               | 7回目3年ぶり |
| 関東     | 茨城県            | 水戸市民吹奏楽団               | 2回目5年ぶり |
| 東京     | 東京都            | 東京シティウインドアンサンブル | 初出場       |
| 北陸     | 石川県            | 小松市民吹奏楽団               | 初出場       |
| 東海     | 愛知県            | 西尾市民吹奏楽団               | 2回目2年連続 |
| 関西     | 大阪府            | 鴫野ウインドオーケストラ       | 初出場       |
| 中国     | 山口県            | ジュール・ド・フルート山口     | 初出場       |
| 四国     | 高知県            | 鏡野吹奏楽団                   | 3回目2年連続 |
| 九州     | 鹿児島県          | JSB吹奏楽団                    | 初出場       |

## 結果

### 中学の部
| 中学の部 | 中学の部          | 中学の部                       | 中学の部             | 中学の部                                                                | 中学の部 | 中学の部   |
| No.      | 代表支部          | 団体名                         | 編成                 | 演奏曲（作曲者／編曲者）                                                | 賞       | 補足       |
| -------- | ----------------- | ------------------------------ | -------------------- | ----------------------------------------------------------------------- | -------- | ---------- |
| 1        | 九州／ 沖縄県     | 浦添市立浦添中学校吹奏楽部     | クラリネット四重奏   | 「プレリュードとダンス」よりダンス （M.カルレ）                         | 金       |            |
| 2        | 北陸／ 福井県     | 武生市立武生第三中学校吹奏楽部 | クラリネット六重奏   | 序奏とロンド （G.ジェイコブ）                                           | 銅       | W出場 ア-1 |
| 3        | 関東／ 山梨県     | 大月市立大月東中学校吹奏楽部   | クラリネット七重奏   | 序奏とロンド （G.ジェイコブ）                                           | 銀       |            |
| 4        | 東海／ 三重県     | 四日市市立南中学校吹奏楽部     | クラリネット八重奏   | コラールと舞曲 （V.ネリベル）                                           | 金       |            |
| 5        | 北海道／ 函館地区 | 函館市立亀田中学校吹奏楽部     | クラリネット八重奏   | カプリチオ （P.ゴードン）                                               | 銀       |            |
| 6        | 関西／ 兵庫県     | 加古川市立中部中学校吹奏楽部   | クラリネット八重奏   | カバレフスキーの主題によるパラフレーズ （藤井園子）                     | 金       |            |
| 7        | 四国／ 愛媛県     | 松山市立雄新中学校吹奏楽部     | 木管五重奏           | 管楽五重奏曲 変ロ長調 （F.ダンツィ／G.ウェイゲルト）                    | 金       |            |
| 8        | 北陸／ 福井県     | 武生市立武生第三中学校吹奏楽部 | サクソフォーン四重奏 | サクソフォーン・シンフォネット （D.ベネット）                           | 金       | W出場 ア-2 |
| 9        | 関西／ 大阪府     | 大阪市立城陽中学校吹奏楽部     | サクソフォーン四重奏 | サクソフォーン・シンフォネット （D.ベネット）                           | 銀       |            |
| 10       | 東京／ 中学       | 豊島区立第十中学校吹奏楽部     | サクソフォーン四重奏 | サクソフォーン・シンフォネット （D.ベネット）                           | 金       |            |
| 11       | 東北／ 青森県     | 八戸市立第三中学校吹奏楽部     | サクソフォーン四重奏 | 序奏とスケルツォ （R.クレリス）                                         | 銀       |            |
| 12       | 関東／ 千葉県     | 松戸市立小金南中学校吹奏楽部   | サクソフォーン四重奏 | グラーヴェとプレスト （J.リヴィエ）                                     | 銅       |            |
| 13       | 中国／ 山口県     | 下関市立玄洋中学校吹奏楽部     | サクソフォーン四重奏 | 異教徒の踊り （P.ショルティーノ）                                       | 銀       | W出場 イ-1 |
| 14       | 四国／ 愛媛県     | 重信町立重信中学校吹奏楽部     | サクソフォーン四重奏 | 三つの現代的小品 （V.ネリベル）                                         | 銀       |            |
| 15       | 九州／ 宮崎県     | 三股町立三股中学校吹奏楽部     | 金管五重奏           | 「戦いの組曲」より戦いのガイヤルド （S.シャイト／P.ジョーンズ）         | 銅       |            |
| 16       | 中国／ 山口県     | 下関市立玄洋中学校吹奏楽部     | 金管五重奏           | 「戦いの組曲」よりカンツォン・ベルガマスク （S.シャイト／P.ジョーンズ） | 金       | W出場 イ-2 |
| 17       | 北海道／ 旭川地区 | 旭川市立永山南中学校吹奏楽部   | 金管六重奏           | 組曲 （L.オストランスキー）                                             | 銅       |            |
| 18       | 東海／ 愛知県     | 春日井市立柏原中学校吹奏楽部   | 金管八重奏           | 第七旋法によるカンツォン第2番 （G.ガブリエーリ／R.キング）              | 銀       |            |
| 19       | 東北／ 秋田県     | 鹿角市立尾去沢中学校吹奏楽部   | 打楽器五重奏         | 「大地の鼓動」より自由への戦い （猪俣猛）                               | 銀       |            |
| 20       | 東京／ 中学       | 玉川学園中学部吹奏楽部         | 打楽器八重奏         | ア・ラ・サンバ （M.ピーターズ）                                         | 銀       |            |

### 高校の部
| 高校の部 | 高校の部          | 高校の部                             | 高校の部             | 高校の部                                                                      | 高校の部 | 高校の部 |
| No.      | 代表支部          | 団体名                               | 編成                 | 演奏曲（作曲者／編曲者）                                                      | 賞       | 補足     |
| -------- | ----------------- | ------------------------------------ | -------------------- | ----------------------------------------------------------------------------- | -------- | -------- |
| 1        | 東海／ 三重県     | 三重県立四日市南高等学校吹奏楽部     | オーボエ三重奏       | 「二本のオーボエとコールアングレのための三重奏曲」より （L.v.ベートーヴェン） | 銅       |          |
| 2        | 中国／ 広島県     | 広島市立基町高等学校吹奏楽部         | クラリネット四重奏   | 朝の泉 （L.ダーリン／F.ウェストファル）                                       | 銀       |          |
| 3        | 東京／ 高校       | 八王子高等学校吹奏楽部               | クラリネット四重奏   | 「ディベルティメント」より第3楽章 （A.ウール）                                | 銀       |          |
| 4        | 北海道／ 札幌地区 | 東海大学第四高等学校吹奏楽部         | クラリネット五重奏   | ソナタ （C.ベーム／藤井一男）                                                 | 銀       |          |
| 5        | 東京／ 高校       | 早稲田大学系属早稲田実業学校吹奏楽部 | 木管四重奏           | 弦楽四重奏曲第12番「アメリカ」より第4楽章 （A.ドボルザーク）                  | 銅       |          |
| 6        | 九州／ 沖縄県     | 沖縄県立那覇高等学校吹奏楽部         | 木管五重奏           | 「五重奏曲 変ホ長調」より （A.ライヒャ／ウェイゲルト）                        | 銀       |          |
| 7        | 中国／ 岡山県     | 金光学園高等学校吹奏楽部             | 木管五重奏           | 「三つの小品」より第3・1楽章 （J.イベール）                                   | 銀       |          |
| 8        | 北海道／ 北見地区 | 北海道北見柏陽高等学校吹奏楽部       | サクソフォーン四重奏 | 「和旋律による三章」より （宮島基栄）                                         | 金       |          |
| 9        | 東北／ 青森県     | 青森県立弘前高等学校吹奏楽部         | サクソフォーン四重奏 | セヴィリア （I.アルベニス）                                                   | 銀       |          |
| 10       | 北陸／ 福井県     | 福井県立美方高等学校吹奏楽部         | サクソフォーン四重奏 | 「四重奏曲」より第1・4楽章 （P.デュボア）                                     | 銅       |          |
| 11       | 四国／ 香川県     | 香川県立高松高等学校吹奏楽部         | サクソフォーン四重奏 | グラーヴェとプレスト （J.リヴィエ）                                           | 金       |          |
| 12       | 関東／ 新潟県     | 新潟県立新潟商業高等学校吹奏楽部     | サクソフォーン四重奏 | サクソフォーン・シンフォネット （D.ベネット）                                 | 銀       |          |
| 13       | 関東／ 茨城県     | 常総学院高等学校吹奏楽部             | サクソフォーン四重奏 | 弦楽四重奏曲第12番「アメリカ」より第1楽章 （A.ドボルザーク／喜久邦博）        | 銅       |          |
| 14       | 東海／ 愛知県     | 愛知工業大学名電高等学校吹奏楽部     | 金管八重奏           | 第一旋法によるカンツォン （G.ガブリエーリ）                                   | 金       |          |
| 15       | 北陸／ 石川県     | 石川県立小松明峰高等学校吹奏楽部     | 金管八重奏           | 第一旋法によるカンツォン （G.ガブリエーリ／R.キング）                         | 銅       |          |
| 16       | 関西／ 大阪府     | 大阪府立淀川工業高等学校吹奏楽部     | 金管八重奏           | 第七旋法によるカンツォン第1番 （G.ガブリエーリ／R.キング）                    | 金       |          |
| 17       | 九州／ 沖縄県     | 沖縄県立首里高等学校吹奏楽部         | 金管八重奏           | 「ウエストサイド物語」より （L.バーンスタイン／日下部徳一郎）                 | 銅       |          |
| 18       | 四国／ 香川県     | 香川県立観音寺第一高等学校吹奏楽部   | 管打七重奏           | フリーク・コンフュージョン （村山英一）                                       | 金       |          |
| 19       | 東北／ 秋田県     | 秋田県立花輪高等学校吹奏楽部         | 管楽八重奏           | 「小泉八雲の怪談によるバラード」よりおしどり （P.ノルドグレン／小林久仁郎）   | 銀       |          |
| 20       | 関西／ 兵庫県     | 兵庫県立明石北高等学校音楽部         | 打楽器六重奏         | シス （I.ルンドクヴィスト）                                                   | 金       |          |

### 大学の部
| 大学の部 | 大学の部          | 大学の部                             | 大学の部             | 大学の部                                                   | 大学の部 | 大学の部 |
| No.      | 代表支部          | 団体名                               | 編成                 | 演奏曲（作曲者／編曲者）                                   | 賞       | 補足     |
| -------- | ----------------- | ------------------------------------ | -------------------- | ---------------------------------------------------------- | -------- | -------- |
| 1        | 東海／ 長野県     | 信州大学吹奏楽団                     | クラリネット四重奏   | 「三つのディベルティスマン」より第2・3楽章 （H.トマジ）    | 銀       |          |
| 2        | 東北／ 宮城県     | 宮城教育大学吹奏楽部                 | クラリネット四重奏   | ファンタジア （P.ハーヴィ）                                | 銀       |          |
| 3        | 関西／ 大阪府     | 関西大学応援団吹奏楽部               | クラリネット八重奏   | カプリチオ （P.ゴードン）                                  | 金       |          |
| 4        | 東京／ 大学       | 玉川大学吹奏楽団                     | 木管五重奏           | 「小室内楽曲」より第1・5楽章 （P.ヒンデミット）            | 銀       |          |
| 5        | 関東／ 群馬県     | 群馬大学吹奏楽団                     | サクソフォーン四重奏 | 「四重奏曲」より第3楽章 （A.デザンクロ）                   | 銀       |          |
| 6        | 中国／ 山口県     | 山口大学ブラスコンソート             | 金管五重奏           | 「金管のための交響曲」より第1楽章 （V.エワルド／R.キング） | 金       |          |
| 7        | 九州／ 福岡県     | 福岡大学応援指導部吹奏楽団           | 金管五重奏           | フェスティバル・プレリュード （P.ケプケ）                  | 銅       |          |
| 8        | 四国／ 香川県     | 香川大学吹奏楽団                     | 金管五重奏           | 「空想・おもちゃ・夢」 （G.ファーナビー／E.ハワース）      | 銀       |          |
| 9        | 北陸／ 石川県     | 金沢大学アカデミアブラスアンサンブル | 金管六重奏           | 「ディベルティメント」より第1・4楽章 （L.サルツェド）      | 銀       |          |
| 10       | 北海道／ 札幌地区 | 北海道大学吹奏楽部                   | 金管六重奏           | 組曲 （L.オストランスキー）                                | 銅       |          |

### 職場の部
| 職場の部 | 職場の部          | 職場の部                       | 職場の部           | 職場の部                                               | 職場の部 | 職場の部 |
| No.      | 代表支部          | 団体名                         | 編成               | 演奏曲（作曲者／編曲者）                               | 賞       | 補足     |
| -------- | ----------------- | ------------------------------ | ------------------ | ------------------------------------------------------ | -------- | -------- |
| 1        | 北陸／ 富山県     | 高木製作所ウインドアンサンブル | クラリネット三重奏 | 三重奏曲 （M.ポート）                                  | 銀       |          |
| 2        | 東海／ 静岡県     | ヤマハ吹奏楽団浜松             | クラリネット七重奏 | 序奏とロンド （G.ジェイコブ）                          | 金       |          |
| 3        | 北海道／ 釧路地区 | 太平洋炭礦吹奏楽団             | 金管四重奏         | エコー・ファンタジア （A.バンキエーリ／P.ジョーンズ）  | 銅       |          |
| 4        | 九州／ 大分県     | 新日本製鉄大分製鉄所吹奏楽部   | 金管五重奏         | 三つのコラール （J.C.＆J.S.バッハ／C.ラドウィグ）      | 銅       |          |
| 5        | 中国／ 広島県     | NTT中国吹奏楽団                | 金管五重奏         | 「五つの短いスケッチ」より第1・4・5楽章 （D.ウーバー） | 銀       |          |
| 6        | 関西／ 大阪府     | 阪急百貨店吹奏楽団             | 金管六重奏         | パッサカリアとスケルツォ （L.オストランスキー）        | 銀       |          |
| 7        | 関東／ 神奈川県   | 日本電気玉川吹奏楽団           | 金管八重奏         | 「三匹の猫」より第3・1曲 （C.ヘイゼル）                | 金       |          |
| 8        | 東京／ 職場       | 日本電気府中吹奏楽団           | 管打六重奏         | エリザベス朝の舞踏組曲 （A.ホルボーン）                | 金       |          |

### 一般の部
| 一般の部 | 一般の部          | 一般の部                       | 一般の部             | 一般の部                                                     | 一般の部 | 一般の部 |
| No.      | 代表支部          | 団体名                         | 編成                 | 演奏曲（作曲者／編曲者）                                     | 賞       | 補足     |
| -------- | ----------------- | ------------------------------ | -------------------- | ------------------------------------------------------------ | -------- | -------- |
| 1        | 四国／ 高知県     | 鏡野吹奏楽団                   | クラリネット三重奏   | 三重奏曲 変ロ長調 （J.フンメル）                             | 金       |          |
| 2        | 中国／ 山口県     | ジュール・ド・フルート山口     | フルート四重奏       | 四重奏曲 （P.デュボア）                                      | 金       |          |
| 3        | 関東／ 茨城県     | 水戸市民吹奏楽団               | 木管五重奏           | 「五重奏曲 変ホ長調」より （A.ライヒャ／ウェイゲルト）       | 銀       |          |
| 4        | 関西／ 大阪府     | 鴫野ウインドオーケストラ       | 木管八重奏           | 「セレナード 変ロ長調」より （W.A.モーツァルト／下垣内直樹） | 銀       |          |
| 5        | 東京／ 一般       | 東京シティウインドアンサンブル | サクソフォーン四重奏 | プレリュードとフーガ （F.メンデルスゾーン／伊藤康英）        | 銀       |          |
| 6        | 北海道／ 帯広地区 | ミース・アンサンブル・グループ | サクソフォーン四重奏 | 民謡風ロンドの主題による序奏と変奏 （G.ピエルネ）            | 銅       |          |
| 7        | 九州／ 鹿児島県   | J.S.B吹奏楽団                  | 金管五重奏           | ヘボ詩人のためのソナタ （作曲者不詳／R.キング）              | 銅       |          |
| 8        | 北陸／ 石川県     | 小松市民吹奏楽団               | 金管五重奏           | 五重奏曲 作品73 （M.アーノルド）                             | 銀       |          |
| 9        | 東海／ 愛知県     | 西尾市民吹奏楽団               | 金管八重奏           | 第七旋法によるカンツォン第2番 （G.ガブリエーリ／R.キング）   | 金       |          |
| 10       | 東北／ 山形県     | 米沢吹奏楽愛好会               | 金管八重奏           | オックスフォード伯爵のマーチ （W.バード／金子勉）            | 金       |          |